# Jennifer Granholm
Jennifer Mulhern Granholm (Vancouver, 5 februari 1959) is een Amerikaans juriste en politica van de Democratische Partij. Op 25 februari 2021 werd ze minister van Energie in het kabinet-Biden. Eerder was ze procureur-generaal van Michigan van 1999 tot 2003 en gouverneur van Michigan van 2003 tot 2011.
- CiNii: DA17412476
- Gemeinsame Normdatei: 1035349167
- International Standard Name Identifier: 0000 0000 5371 1229
- Library of Congress Control Number: no2005059175
- Nationale Bibliotheek van Israël: 987007374766805171
- SNAC: w6tg4q43
- Virtual International Authority File: 303278349